# Gastone Gambara
Gastone Gambara (10. listopadu 1890 – 27. února 1962) byl italský generál, který bojoval v první i v druhé světové válce. Při italské vojenské intervenci ve španělské občanské válce bojoval na straně nacionalistů.
Narodil se v Imole. V listopadu roku 1938 byl jmenován velitelem italské jednotky s názvem Corpo Truppe Volontarie, která bojovala ve španělské občanské válce.  Během katalánské ofenzívy  byl vrchním velitelem dobrovolnické italské jednotky Cuerpo de Ejercito Legionario.
Ve druhé světové válce Gastone bojoval ve Francii, Libyi a Jugoslávii.